# Nové proboštství (Vyšehrad)
Nové proboštství na pražském Vyšehradě, Štulcova čp. 89/1 je novogotická budova postavená v letech 1872–1874 podle plánů architekta Josefa Niklase z podnětu tehdejšího vyšehradského probošta Václava Štulce. Jako součást národní kulturní památky Vyšehrad je tato stavba památkově chráněna.

## Historie a popis
Budova vznikla v rámci velké výstavby, zahájené na Vyšehradě po roce 1870. První návrh vypracoval Antonín Baum, ten ale kapitula neschválila; schválen byl až další, méně okázalý návrh od architekta Josefa Niklase (ten postavil na Vyšehradě i tzv. kanovnické domy – dvojdům v ulici K Rotundě čp. 90,91/12,14).
Budova má půdorys ve tvaru písmena H, ale s krátkými bočními křídly. Z východního trojosého průčelí vystupuje středový rizalit, nad vchodem je trojboký arkýř kaple svatého Klimenta (ta je připomínkou zaniklého kostelíka svatého Klimenta, který údajně stával v blízkosti kapitulního chrámu). Kaple byla vyzdobena obrázky sv. Václava a sv. Klimenta od malíře Josefa Hellicha. Pod arkýřem je nápis Soli Deo Gratia (Pouze Boží milosti). Střední, severní průčelí je symetricky řešené, dva krajní rizality jsou zakončeny trojúhelnými štíty. V patře risalitů jsou balkony na konsolách, fasáda mezi risality je čtyřosá a uprostřed patra je umístěn kanovnický znak. 
Před západním průčelím je na ploše využívané jako příležitostné parkoviště namalované bludiště, které je kopií labyrintu v dlažbě katedrály Notre-Dame ve francouzském Chartres. 
V interiéru Nového proboštství je dochováno monumentální schodiště s kamenným zábradlím, vedoucí ze zvýšeného přízemí do patra.  
Budova prošla od svého vzniku třemi zásadními opravami – v roce 1938 (rekonstrukce suterénu), 1940 (průčelí) a v letech 1993 až 1994 (generální oprava). Do roku 1948 sloužila budova Nového proboštství jako rezidence vyšehradských proboštů, potom Obvodnímu národnímu výboru v Praze 2 jako obřadní síň. Po roce 1989 tu sídlila reklamní agentura, později jedno z pracovišť Univerzity Karlovy (CIEE Study Center).
Před severním průčelím proboštství jsou Štulcovy sady, park založený v letech 1873–1874 zároveň s výstavbou Nového proboštství, ke kterému původně patřil. Od roku 1910 je v parku umístěn i pomník s bronzovou bustou Václava Štulce. 

## Galerie

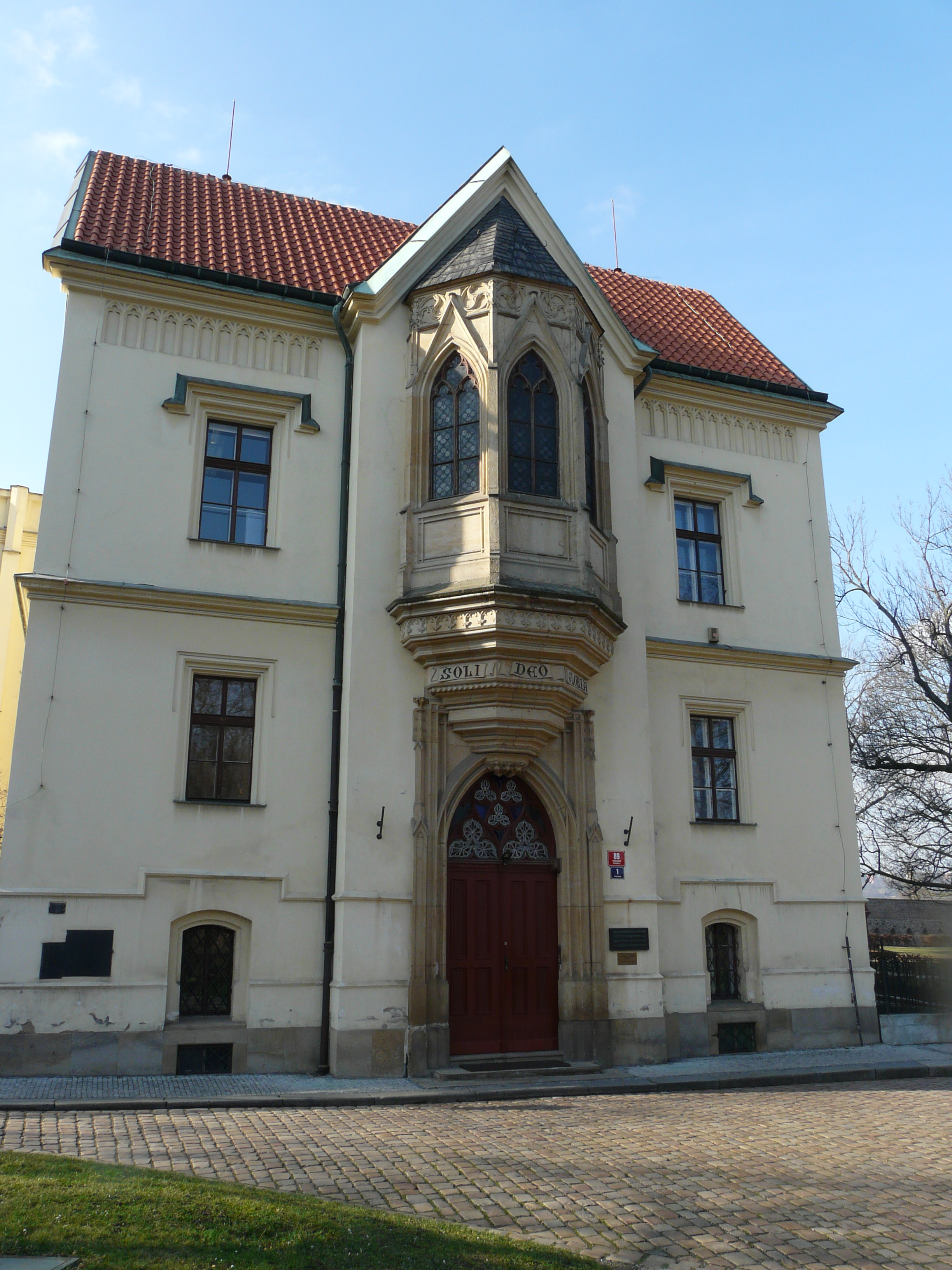
Východní křídlo s arkýřem kaple sv. Klimenta
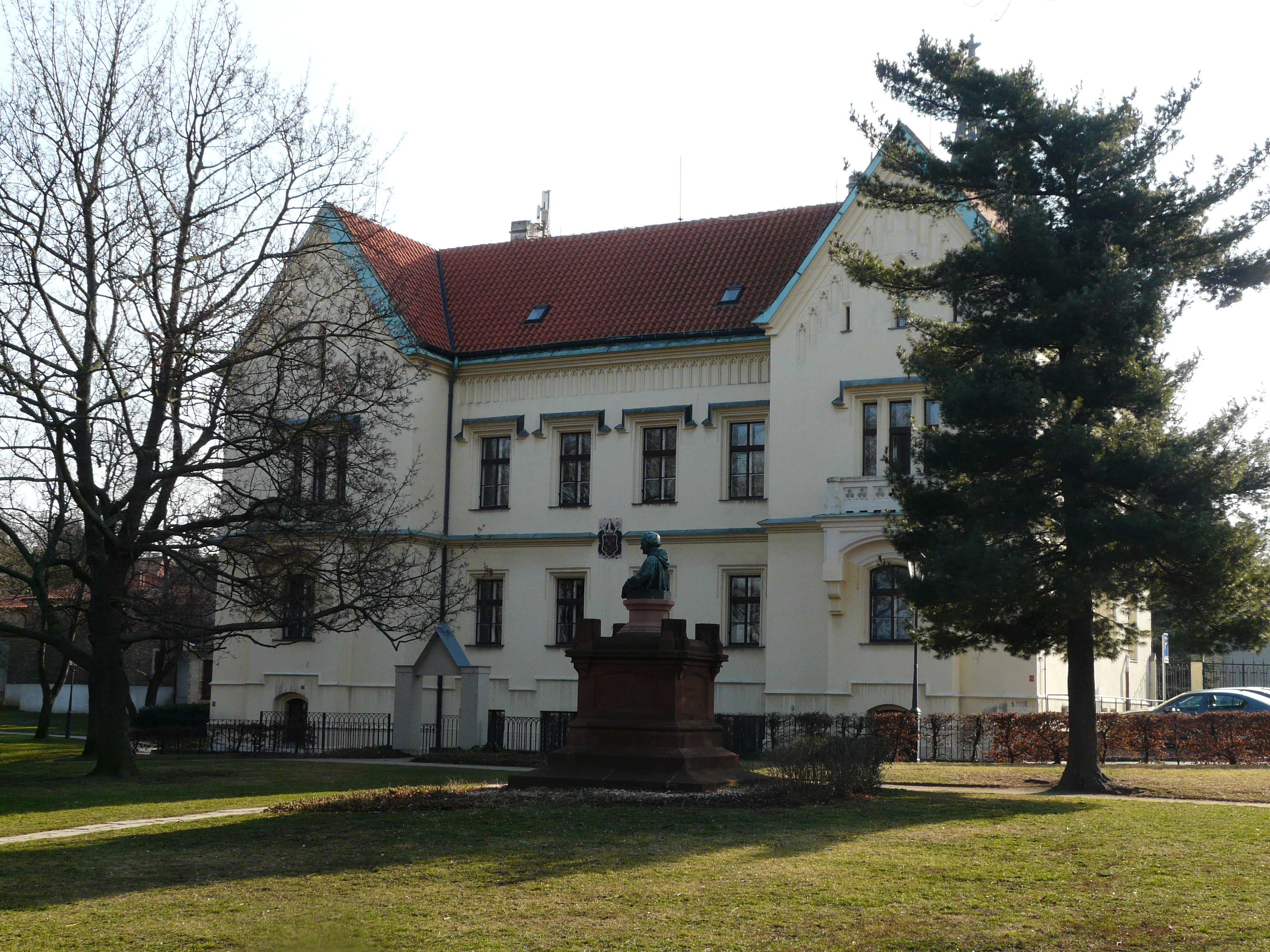
Hlavní, severní průčelí; před ním Štulcovy sady s proboštovým pomníkem
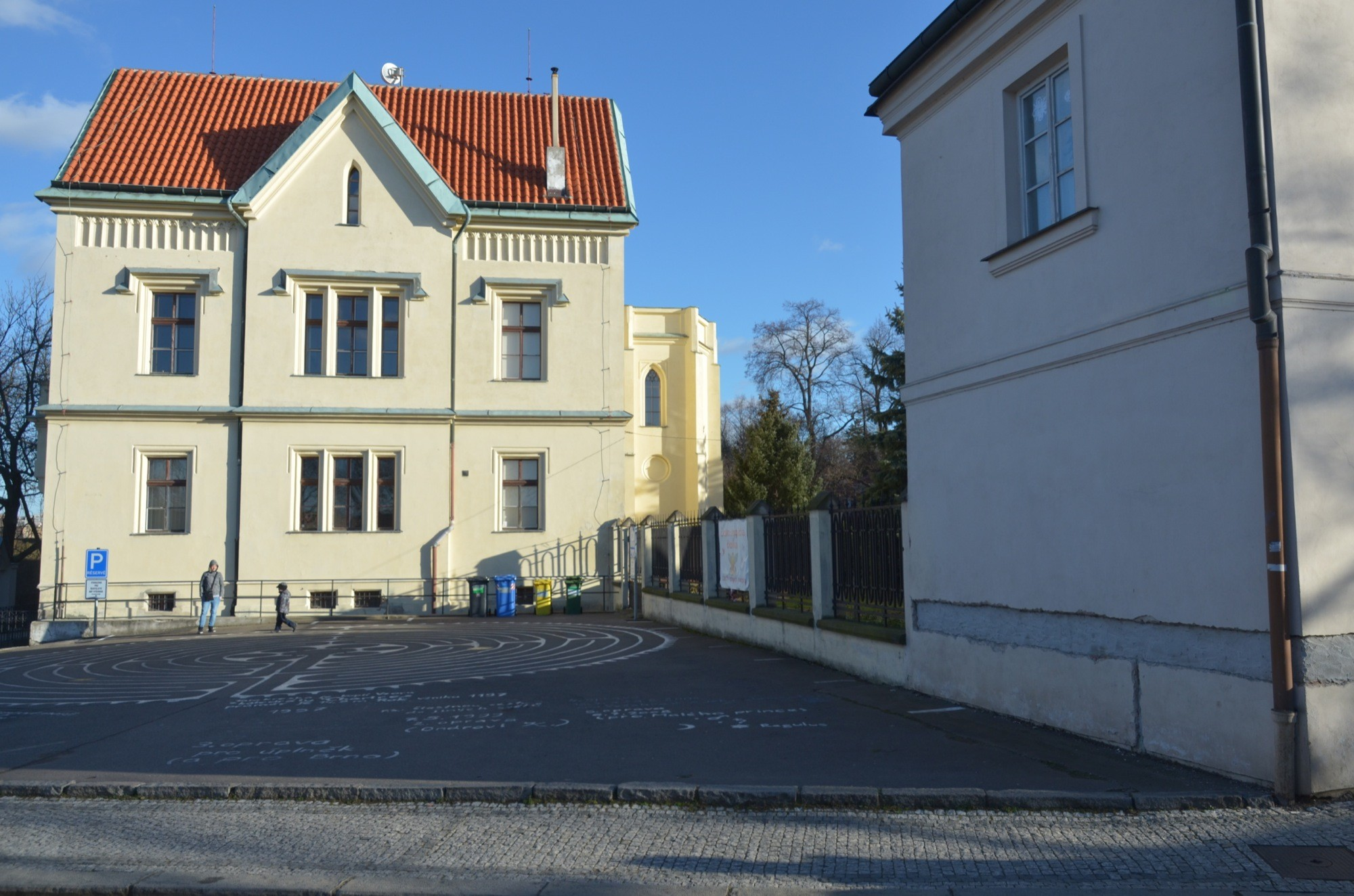
Průčelí západního křídla, před ním je plocha s namalovaným bludištěm
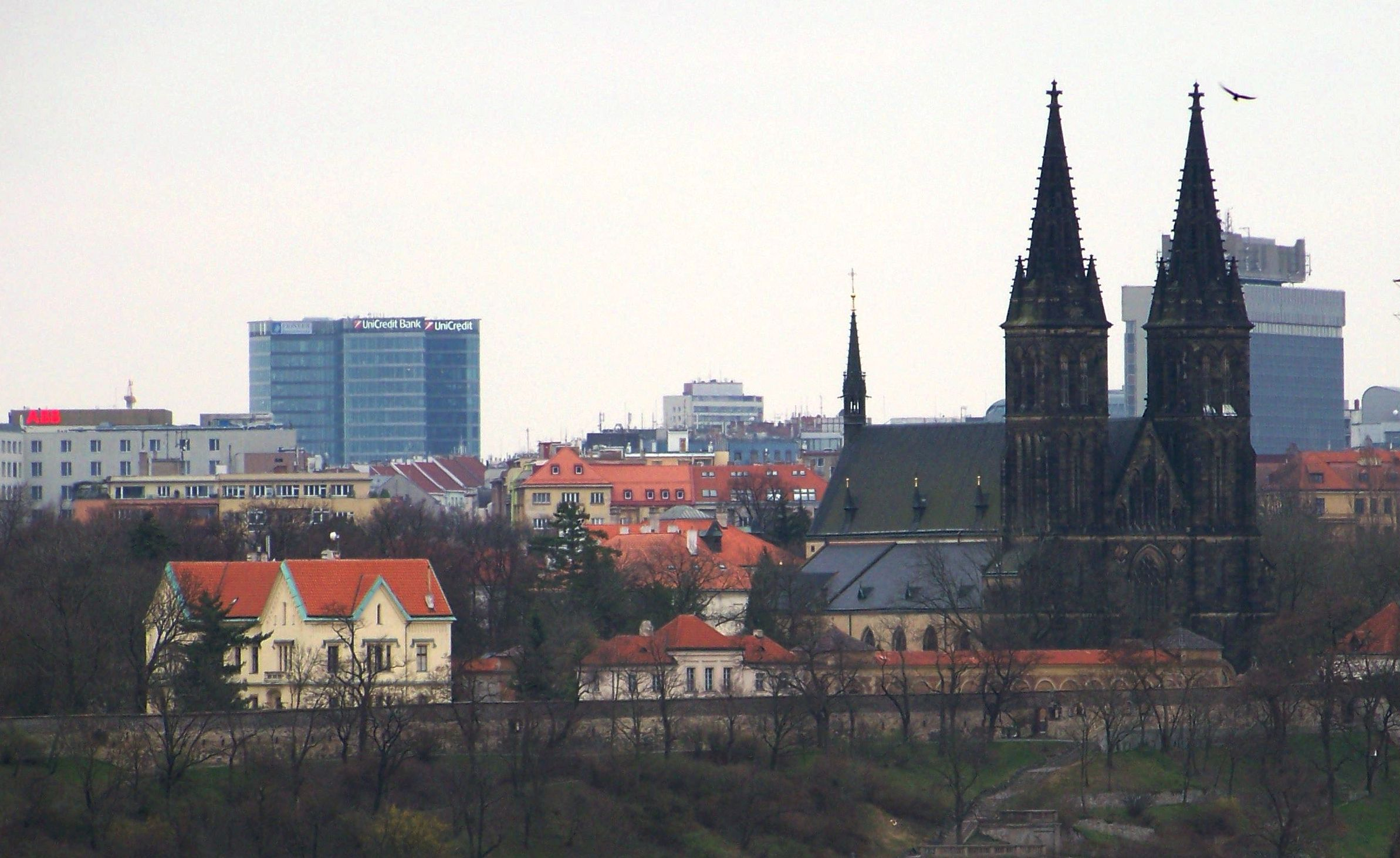
Nové proboštství ve vyšehradské zástavbě (pohled z parku Sacré Coeur)